# Statyw fotograficzny

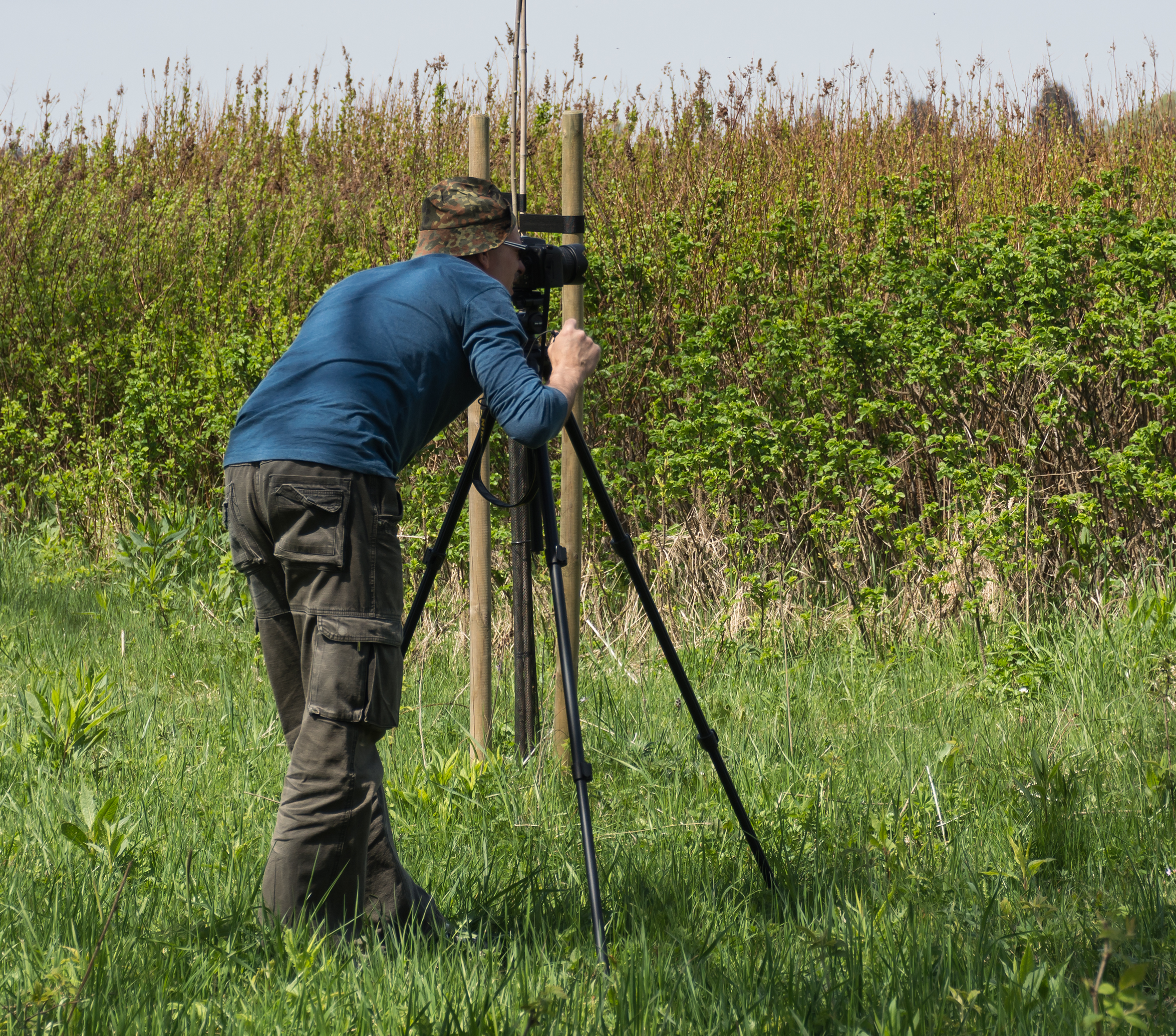
Fotograf korzystający ze statywu

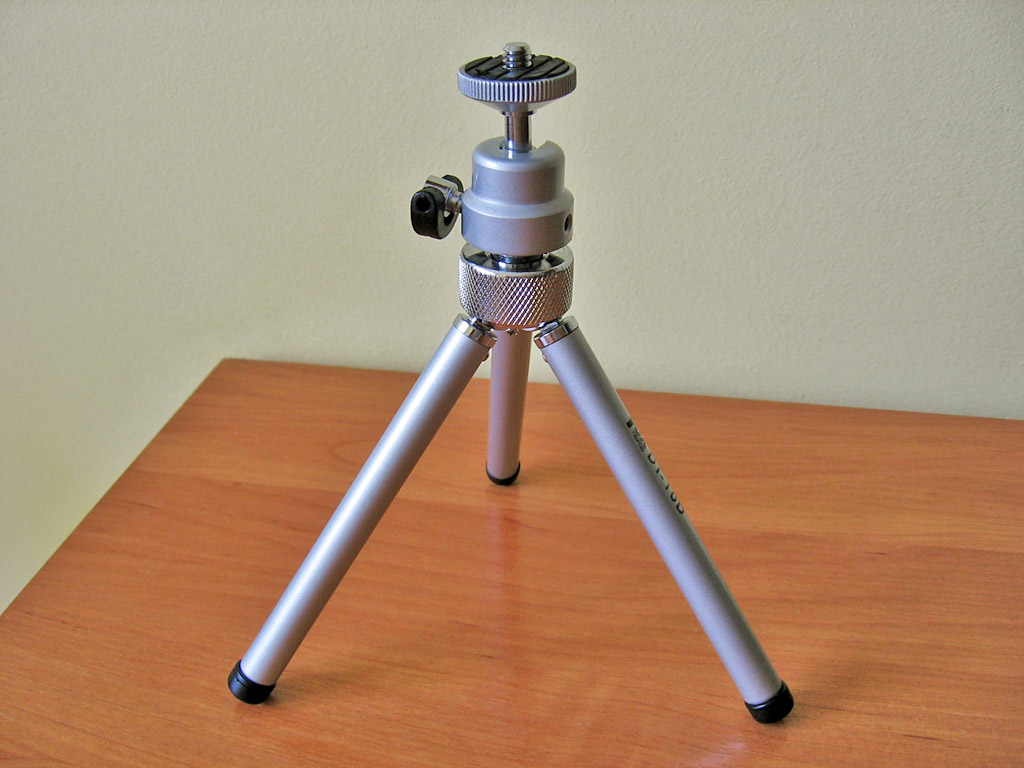
Mini-statyw stołowy

Statyw fotograficzny – stały stabilizator służący do mocowania aparatu fotograficznego bądź kamery filmowej lub telewizyjnej.
Zazwyczaj jest to trójnóg z symetrycznie rozkładanymi w trzy strony nogami, których obrys po rozłożeniu tworzy trójkąt równoboczny. Statyw fotograficzny zakończony jest w swej górnej części głowicą, która pozwala na zmiany położenia zamocowanego na niej aparatu lub kamery w dowolnej pozycji (pionowej, poziomej lub pod dowolnym kątem). W przypadku użycia statywu do mocowania kamery filmowej statyw umożliwia płynny obrót kamery w dowolnej płaszczyźnie w celu uzyskania zmieniającego się w czasie ujęcia kierunku filmowania, najczęściej np. by otrzymać ujęcie panoramiczne.
Używane w amatorskiej technice fotograficznej i filmowej statywy zbudowane są zazwyczaj z lekkich, teleskopowo rozsuwanych aluminiowych rurek (umożliwiających rozłożenie statywu na dowolnej – w zakresie zależnym od wielkości i konstrukcji statywu – wysokości) i nieskomplikowanej głowicy z pokrętłami umożliwiającymi ustabilizowanie jej w dowolnej pozycji. Często znajduje się w niej również przegub kulisty, pozwalający na obrót w dowolnej płaszczyźnie. Zwykle wyposażone są też w małą poziomicę, która umożliwia prawidłowe ustawienie statywu. Kamera lub aparat fotograficzny mocowane są do statywu za pomocą śruby 1/4"–20 (1/4 cala, 20 rowków na cal). Końcówki nóg statywu zazwyczaj mają założone gumowe kapturki antypoślizgowe.
Najprostsze statywy amatorskie umożliwiają ustawienie aparatu na wysokości regulowanej od ok. 0,3 do jednego metra nad podłożem, większe – do 140 cm i wyżej, zazwyczaj jednak do wysokości nie przekraczającej lub niewiele przekraczającej poziom oczu przeciętnego człowieka. Ważą, w zależności od rozmiarów i konstrukcji, od pół kilograma do (największe) czterech kilogramów, a maksymalne ich dopuszczalne obciążenie wynosi od jednego do pięciu kilogramów.
Profesjonalne statywy, używane przy produkcji profesjonalnych filmów i programów telewizyjnych oraz do wykonywania profesjonalnych zdjęć, są zazwyczaj – ze względu na większy niż dla potrzeb amatorskich ciężar mocowanego do statywu sprzętu – większe, cięższe, często wykonane z drewna, o szerszym zakresie regulacji wysokości. Głowice takich statywów zwykle wyposażone są w pokrętła z przekładniami bądź tzw. głowice olejowe, umożliwiające płynne (bezwstrząsowe) obracanie kamerą.
Istnieją także statywy mocowane do przedmiotów (uchwyty), a także miniaturowe (o długości do kilkunastu centymetrów), tzw. ministatywy przeznaczone do ustawiania na stole. Inną odmianą statywów są tzw. monopody – złożone z pojedynczej nóżki o regulowanej długości, przykręcane do aparatu. Takie rozwiązanie wprawdzie nie zapewnia całkowitej stabilności podczas wykonywania zdjęcia, ponieważ wymaga stałego podpierania ręką, ale do licznych zastosowań amatorskich jest zupełnie wystarczające. Ma przewagę nad statywami trójnożnymi w postaci mniej skomplikowanej konstrukcji, mniejszego ciężaru (co ma znaczenie wobec ewentualnej potrzeby przenoszenia sprzętu pieszo na długich trasach) i niższej ceny.
Innym rodzajem statywu, używanym głównie w warunkach studyjnych, jest tzw. autopole – statyw składający się z rozporowej rurki teleskopowej (mocowanej między sufitem a podłogą lub pomiędzy równoległymi ścianami) i odpowiedniego uchwytu mocowanego na dowolnej wysokości służącego do zamocowania sprzętu fotograficznego. Jest to przyrząd uniwersalnego zastosowania, choć używany głównie do mocowania oświetlenia. Skonstruowany  został w 1947 r.przez amerykańską fotografkę Berenice Abbott.